# ロンドンeプリ
ロンドンeプリ（英: London ePrix ）は、イギリスのエクセル展覧会センター周辺のサーキットで行われるフォーミュラE世界選手権レースの1戦である。過去にはバタシー・パーク周辺のサーキットで行われた。

## 概要
2015年に第1回大会が開催された。2019-20年シーズンより、現在のエクセル展覧会センター周辺のコースで行われている。

## 過去の結果
| 年           | サーキット             | 勝者                     | エントラント                                  |
| ------------ | ---------------------- | ------------------------ | --------------------------------------------- |
| 2015 レース1 | バタシー・パーク       | セバスチャン・ブエミ     | e.dams・ルノー                                |
| 2015 レース2 | バタシー・パーク       | サム・バード             | ヴァージン・レーシング・フォーミュラEチーム   |
| 2016 レース1 | バタシー・パーク       | ニコラ・プロスト         | ルノー・e.dams                                |
| 2016 レース2 | バタシー・パーク       | ニコラ・プロスト         | ルノー・e.dams                                |
| 2020 レース1 | エクセル展覧会センター | 中止                     | 中止                                          |
| 2020 レース2 | エクセル展覧会センター | 中止                     | 中止                                          |
| 2021 レース1 | エクセル展覧会センター | ジェイク・デニス         | BMW i・アンドレッティ・モータースポーツ       |
| 2021 レース2 | エクセル展覧会センター | アレックス・リン         | マヒンドラ・レーシング                        |
| 2022 レース1 | エクセル展覧会センター | ジェイク・デニス         | アバランチ・アンドレッティ・フォーミュラE     |
| 2022 レース2 | エクセル展覧会センター | ルーカス・ディ・グラッシ | ロキット・ヴェンチュリー・レーシング          |
| 2023 レース1 | エクセル展覧会センター | ミッチ・エバンス         | ジャガー・TCS・レーシング                     |
| 2023 レース2 | エクセル展覧会センター | ニック・キャシディ       | エンヴィジョン・レーシング                    |
| 2024 レース1 | エクセル展覧会センター | パスカル・ウェーレイン   | タグ・ホイヤー・ポルシェ・フォーミュラEチーム |
| 2024 レース2 | エクセル展覧会センター | オリバー・ローランド     | ニッサン・フォーミュラEチーム                 |